# نعمت أباد (تشهار دولي)
نعمت أباد (بالفارسية: نعمت‌آباد) هي قرية تقع في إيران في Chaharduli Rural District. يقدر عدد سكانها بـ 234 نسمة .